# Carlo Francesco Gay
Carlo Francesco Gay (Asti, 4 ottobre 1914 – 1995) è stato un generale italiano.
Ufficiale paracadutista del 3º battaglione/185º reggimento NEMBO, proveniente dall'Arma di Cavalleria, fu il fondatore ed il Comandante dello Squadrone "F" dal 1943 al 1945.
Pluridecorato, ottenne la Medaglia d'Argento al Valor Militare a seguito dell'Operazione Herring (20-23 aprile 1945).

## Alla testa dello Squadrone "Folgore"
Il 9 dicembre Carlo Francesco Gay 1943 costituì un reparto speciale denominato 1º Squadrone da ricognizione "Folgore" ("F"
Recce Squadron), alle dirette dipendenze del XIII Corpo Britannico di base a Campobasso, con compiti esplorativi
ed informativi.
Lo Squadrone "F" il 20 marzo del 1944, fu trasferito a Sesto Campano e prese parte alla Battaglia di Monte Cassino a copertura del fianco destro del XIII Corpo d’Armata occupando Roccasecca, Santo Padre, Arpino, Isola Liri, Veroli, Alatri ed Anagni.
Successivamente prese parte anche alla Battaglia di Firenze quando, con l’appoggio dei partigiani, impedì la distruzione del ponte della “Vittoria” e del “Ponte a Signa”.
Il capolavoro militare di Carlo Francesco Gay resta l’“Operazione Herring”, consistente nel lancio di ricognitori paracadutisti a sud del Po, oltre la Linea Gotica, tra Modena, Ferrara e Mantova con il compito di minare le strade di grande traffico, distruggere centri logistici e Comandi, creando disordine nelle retrovie avversarie, a premessa dell'avanzata alleata. Sebbene pianificata per svolgersi nell'arco di poche ore, l'Op. Herring durò invece alcuni giorni (dal 20 al 23 aprile 1945) coronati comunque dal pieno successo.

## La Carriera dopo la II Guerra Mondiale
Alla fine del secondo conflitto mondiale Gay rientrò in Cavalleria ove, da Colonnello, comandò il Reggimento "Piemonte Cavalleria (2°)" (62° Colonnello Comandante).
Ultimo suo impegno in servizio attivo fu il Comando della Scuola Truppe Corazzate di Caserta; fu poi collocato nella riserva con il grado di generale di divisione e poi di generale di corpo d'armata.